# مالكوم برينر (كاتب)
مالكوم برينر (بالإنجليزية: Malcolm Brenner)‏ (9 مايو 1951 في الولايات المتحدة)؛ صحفي وروائي أمريكي.